# Рондонія
Рондо́нія (порт. Rondônia) — штат Бразилії, розташований у Північному регіоні. Це 13-й за площею (237 754,172 км²), та 23-й за населенням (1,5 млн мешканців) штат Бразилії. Межує із штатами Акрі, Амазонас і Мату-Гросу, крім того з Болівією. Столиця та найбільше місто штату — Порту-Велью. Штат названий іменем маршала Рондона (Cândido Rondon), дослідника, який провів кілька експедицій на початку XX століття у прикордонних районах Бразилії. Скорочена назва штату «RO». Більша частина території штату (80 %) вкрита вологим тропічним лісом, але частина штату розчищена в результаті значного знищення лісів, що почалося з 1970-х років.